# فرودگاه سکبی
فرودگاه سکبی (به انگلیسی: Scobey Airport) یک فرودگاه همگانی بهره‌برداری هوایی است که یک باند فرود آسفالت دارد و طول باند آن ۱۲۲۴ متر است. این فرودگاه در کشور ایالات متحده آمریکا قرار دارد و در ارتفاع ۷۴۱ متری از سطح دریا واقع شده است.